# Pseudomonoxenus crossotoides
Pseudomonoxenus crossotoides är en skalbaggsart som beskrevs av Stefan von Breuning 1958. Pseudomonoxenus crossotoides ingår i släktet Pseudomonoxenus och familjen långhorningar. Inga underarter finns listade i Catalogue of Life.